# Carlo Garnier
Charles Garnier o Carlo Garnier (Parigi, 25 maggio 1605 – Lago Huron, 7 dicembre 1649) è stato un presbitero, missionario gesuita francese, venerato dalla Chiesa cattolica come santo e martire.

## Biografia
Dopo aver studiato a Clermont, entrò nei gesuiti e venne ordinato sacerdote nel 1635. 
L'anno seguente, l'8 aprile 1636, si imbarcò per Quebec, e da qui raggiunse il territorio degli indiani Uroni, con i quali visse a lungo, prodigandosi nel curare i malati di peste. 
Venne poi inviato nella regione del “Tabacco”, a sud della Baia Georgiana dove nel 1646 fondò due missioni.
Il 7 dicembre 1649, la missione di San Giovanni a Etbarita, fu attaccata dagli Irochesi che ne sterminarono gli abitanti, mentre padre Garnier, colpito da due colpi di moschetto al petto e alla coscia, veniva ucciso con due colpi di scure al capo.
Il suo corpo fu recuperato da altri missionari due giorni dopo e seppellito in mezzo alle rovine della cappella. 

## Culto
È venerato come santo e martire della Chiesa cattolica insieme ai suoi compagni, i cosiddetti Santi martiri canadesi. 
La festa liturgica è il 19 ottobre.
(Martirologio Romano)